# Макарова, Альбина Ивановна
Альбина Ивановна Макарова (в девичестве Осипова; 10 февраля 1971, Волга, Шумерлинский район, Чувашская АССР) — российская футболистка, полузащитница, и велогонщица. Мастер спорта России.

## Биография
В юности занималась велосипедным спортом, воспитанница ДЮСШ Шумерлинского завода автофургонов. Мастер спорта России по велоспорту (1993), чемпионка Чувашии, серебряный призёр чемпионата ЦС «Динамо» (1991) по велогонкам.
В первой половине 1990-х годов начала выступать в футболе, сначала за клуб «Волжанка» (Чебоксары), а позднее — за «Ладу» (Тольятти). В 1994 году вместе с «Ладой» дебютировала в высшем дивизионе России. В 1995 году была включена в список 33-х лучших футболисток России под № 3. В 1996 году со своим клубом завоевала бронзовые награды чемпионата страны. О выступлениях на рубеже 1990-х и 2000-х годов сведений нет[уточнить]. В 2003 году спортсменка вернулась в «Ладу», выступала уже под фамилией Макарова, стала серебряным призёром чемпионата и обладательницей Кубка России. В 2004 году также была в заявке тольяттинского клуба, сделавшего «золотой дубль».
Окончила Чебоксарский экономико-технологический техникум. После окончания карьеры живёт в Тольятти. Выступала в соревнованиях ветеранов.

## Личная жизнь
Брат Александр Осипов (род. 1961) — мастер спорта СССР международного класса по велоспорту, чемпион СССР.